# Route européenne 70
Pour les articles homonymes, voir E70 et Route 70.
La route européenne 70 (E70) est une route allant de La Corogne, en Espagne, à Poti en Géorgie.
Le réseau routier européen est établi par la Commission économique pour l'Europe des Nations unies (UNECE). Toutefois, chaque route est sous l'entière responsabilité du pays traversé par cet axe global.
Cet itinéraire important en Europe traverse plusieurs pays de l'Union Européenne (Espagne, France, Italie, Slovénie, Croatie, Romanie et Bulgarie), un pays européen ne faisant pas partie de l'union (Serbie) et deux pays se trouvant en Asie (Turquie, Géorgie).
Le tronçon français de l'E70 permet de relier le Pays Basque à la Savoie, en traversant l'Aquitaine (la Gascogne, la Guyenne, le Limousin) ainsi que la région ARA (l'Auvergne, le Lyonnais et le nord du Dauphiné). Il faut environ 11 heures de temps en automobile pour réaliser Biarritz <=> Chambéry.
Jusqu'en 2015, l'E70 passait par Saint-Étienne en empruntant les axes suivants : A72, RN 88, A47, A46 sud.
En 2015, son parcours a été modifié entre Clermont-Ferrand et Lyon-Est. Il emprunte alors les axes suivants : A89, A6, A46 nord, A466, A432 et A43,. 

## Longueur par pays
- Espagne : 686 km
- France : 989 km
- Italie : 681 km
- Slovénie : 186 km
- Croatie : 306 km
- Serbie : 205 km
- Roumanie : 695 km
- Bulgarie : 186 km
- Turquie : 450 km
- Géorgie : 150 km

## Principales villes traversées
Enumérée suivant un ordre de sens Ouest (Espagne) => Est (Géorgie).
- La Corogne (départ/arrivée)
- Gijón
- Bilbao
- Saint-Sébastien
- Bayonne
- Bordeaux
- Brive-la-Gaillarde
- Clermont-Ferrand
- Lyon
- Chambéry
- Modane / Bardonèche (tunnel routier du Fréjus)
- Turin
- Brescia
- Vérone
- Vicenze
- Padoue
- Venise
- Trieste
- Ljubljana
- Zagreb
- Belgrade
- Timisoara
- Drobeta-Turnu Severin
- Craiova
- Alexandria
- Bucarest
- Roussé
- Choumen
- Varna (port, ferry)
- Samsun (port, ferry)
- Altinordu
- Trabzon
- Rize
- Batoumi
- Poti (départ/arrivée)

## Galerie d’images

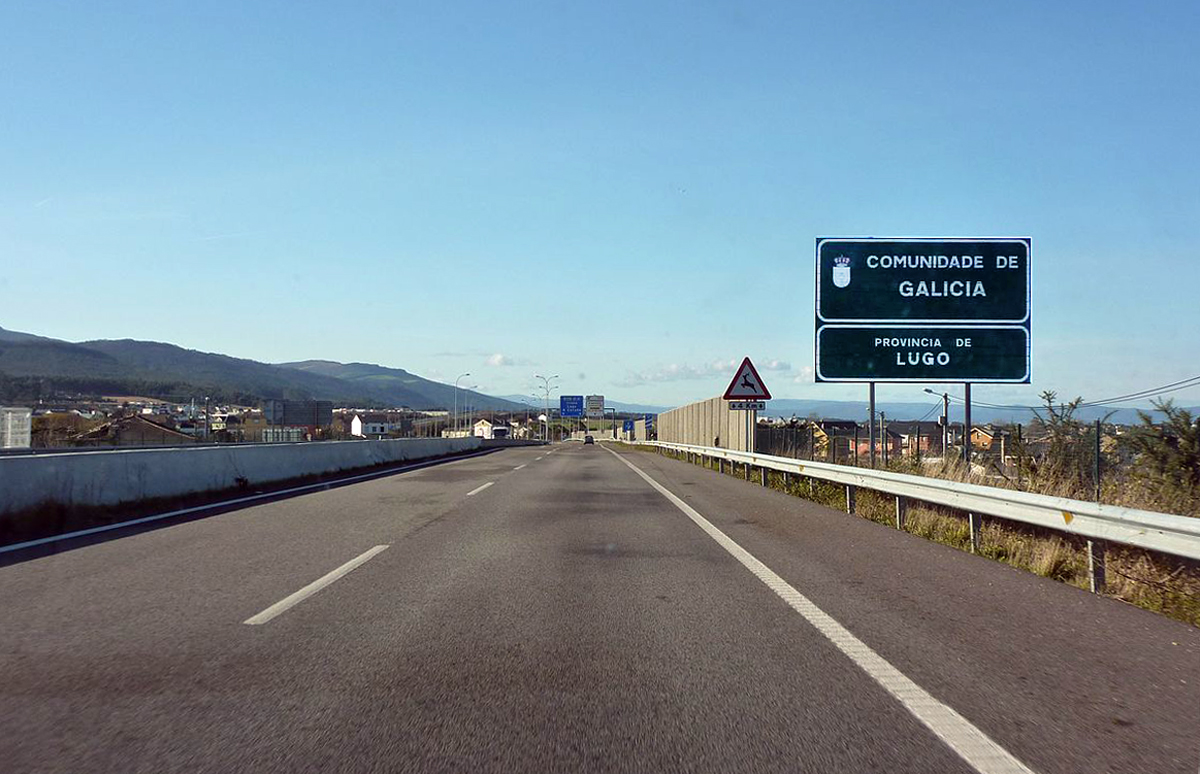
En Galice (Espagne)
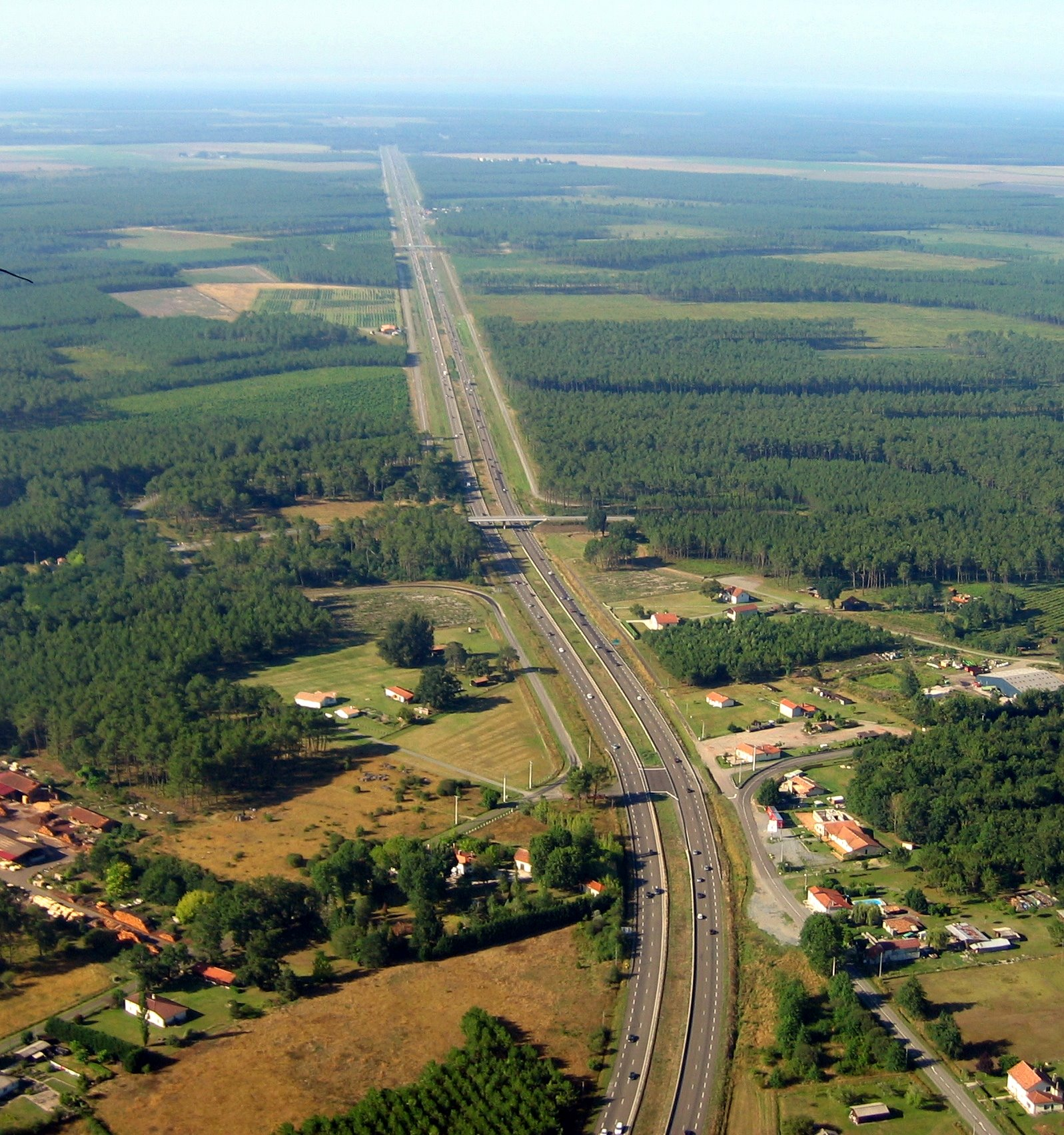
Au nord du département des Landes (France)
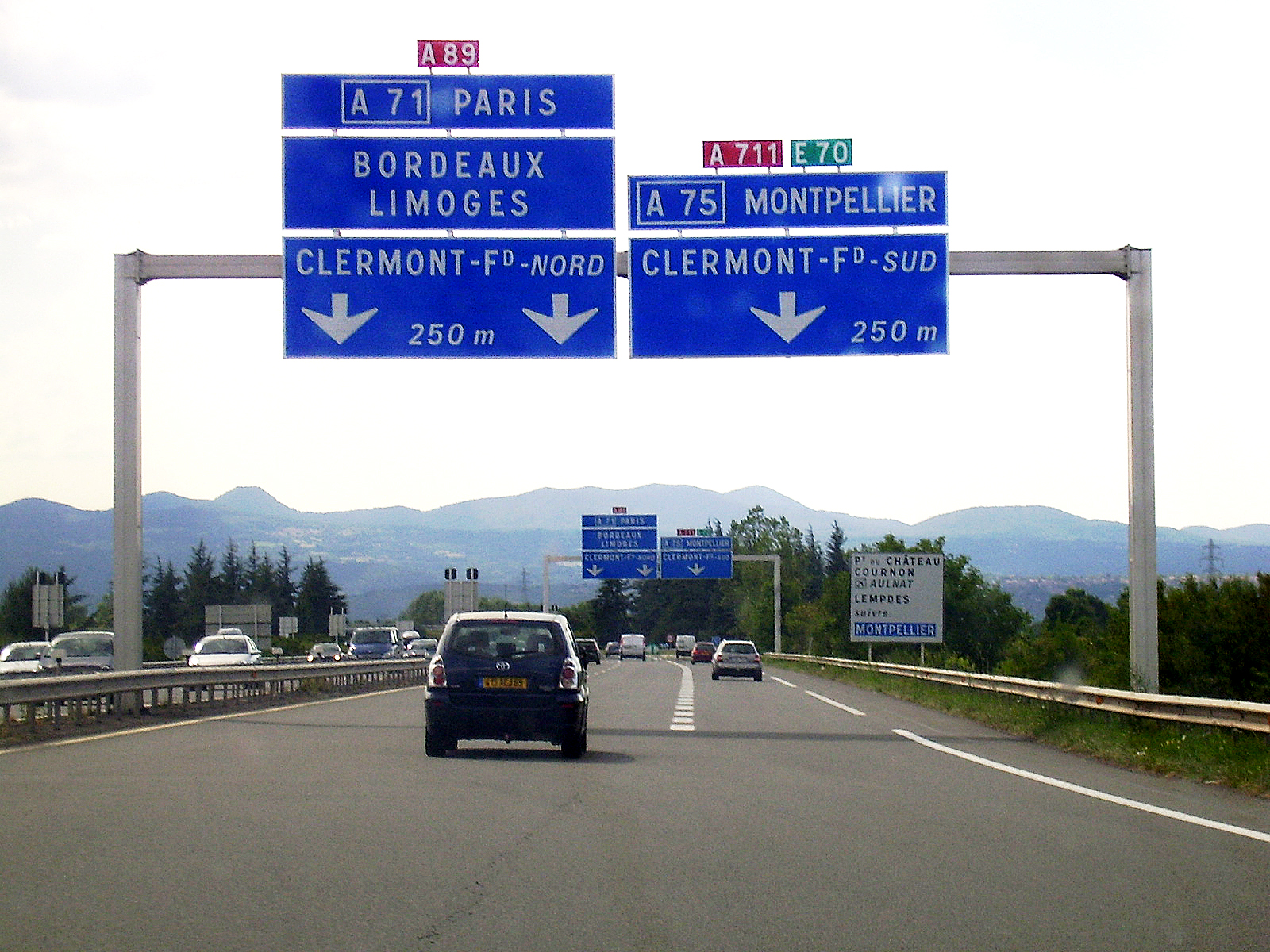
L'E70 se confondant avec l’A711 à la sortie de Clermont-Ferrand en direction de  Lyon.
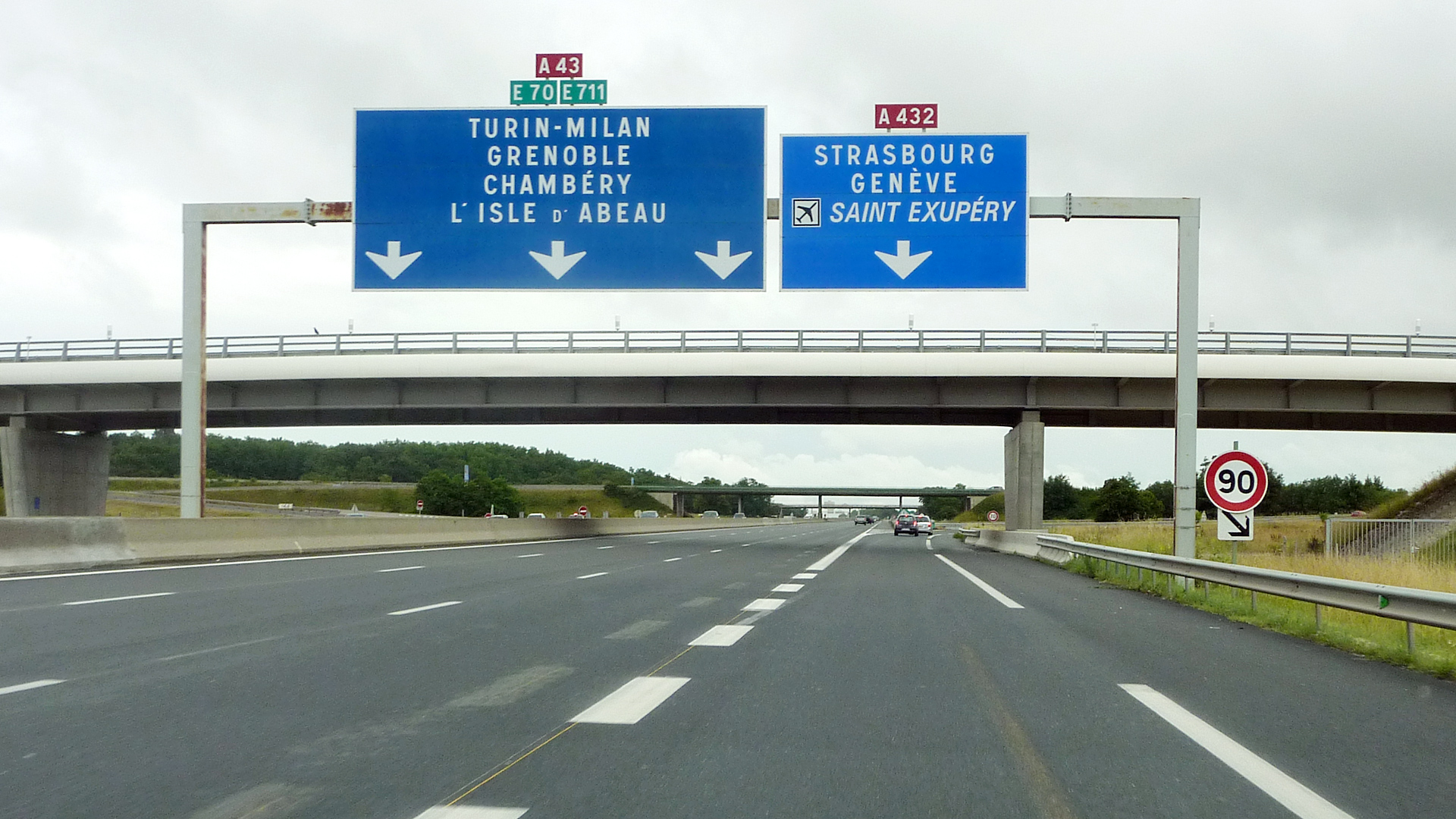
Bifurcation de l'A43 avec l'A432 entre Lyon et Bourgoin-Jallieu (avant le changement d'itinéraire par l'A432).
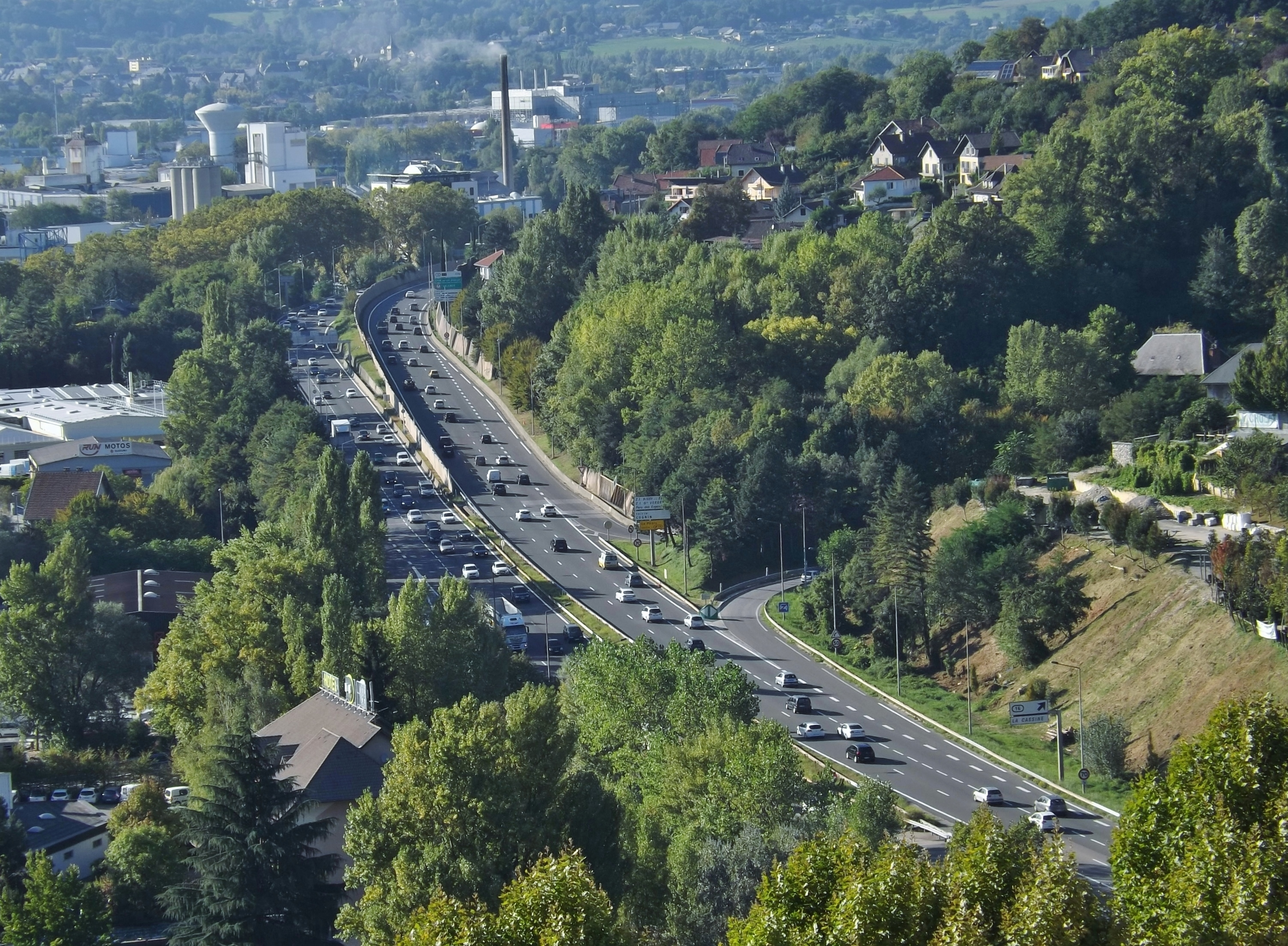
Nœud autoroutier important A43/A41/VRU de Chambéry en Pays de Savoie, proche de la frontière franco-italienne.
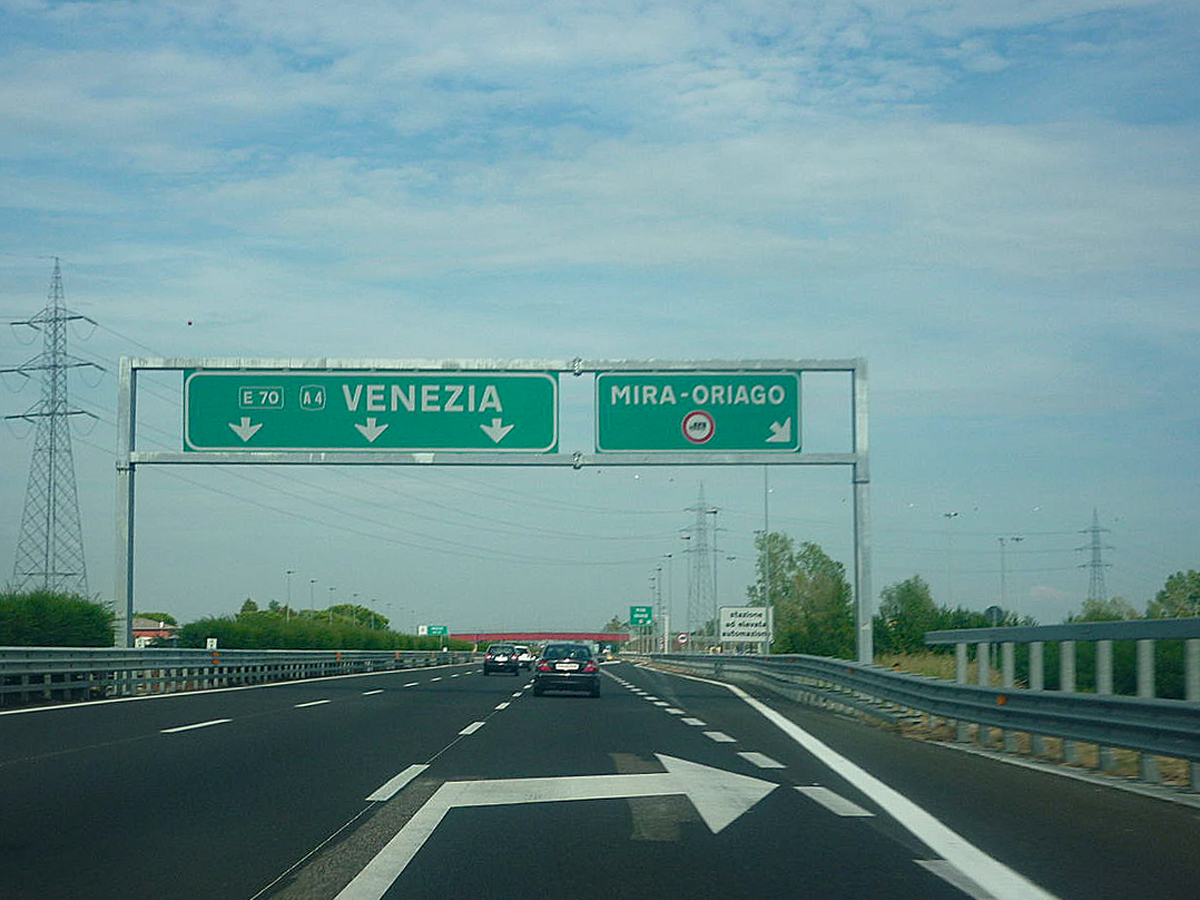
Près de Mestre (Italie)
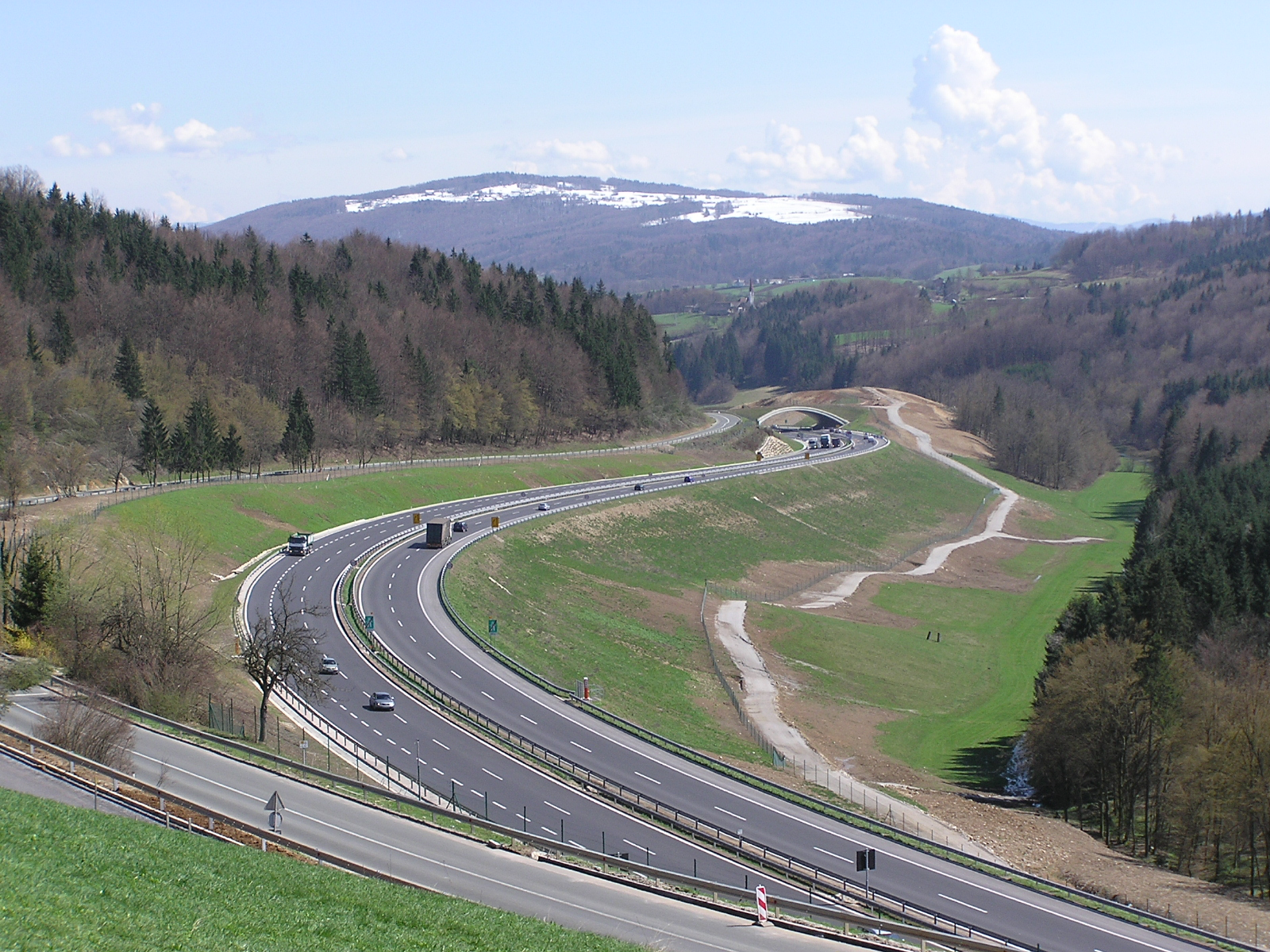
En Slovénie
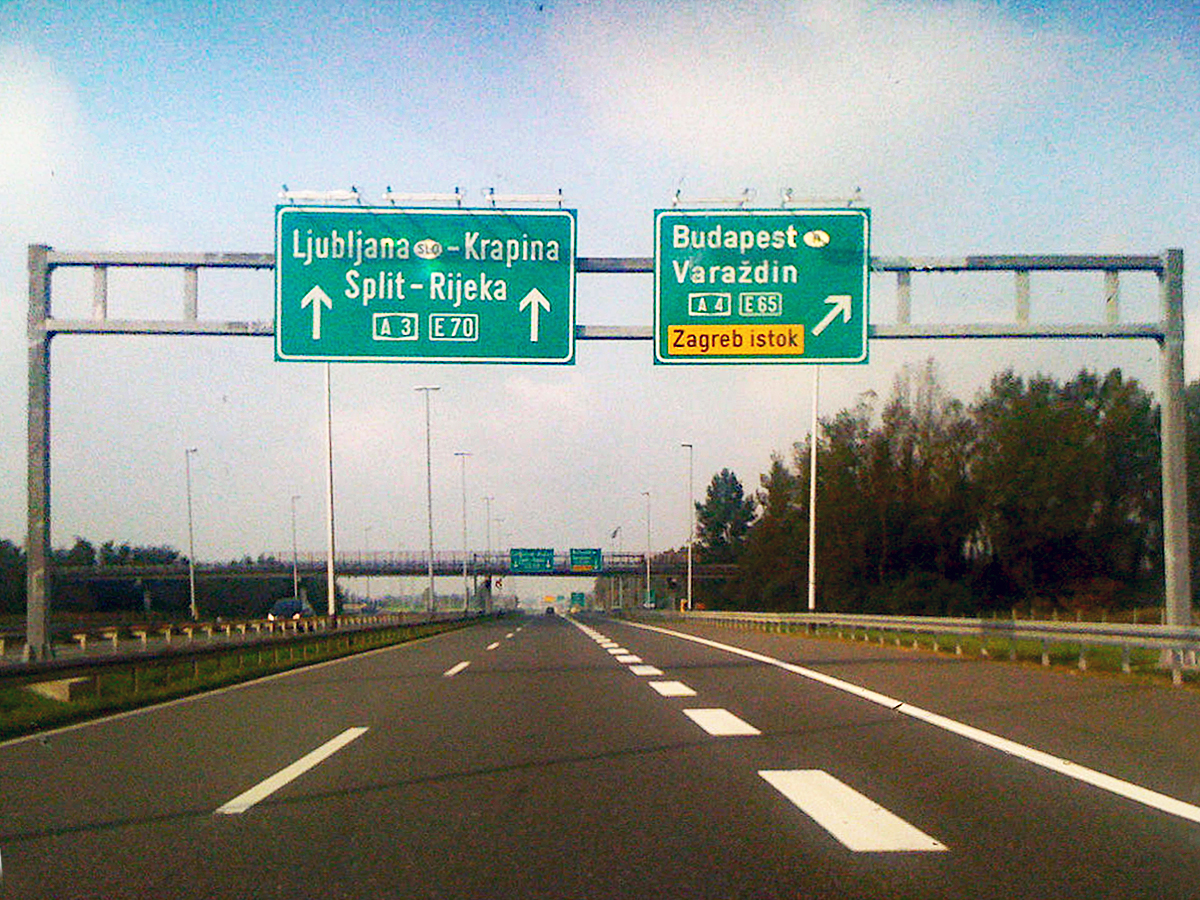
En Croatie
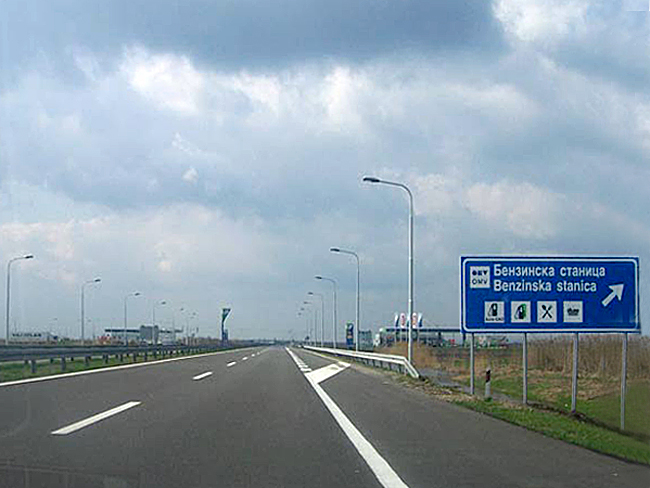
L'A3 (Serbie)
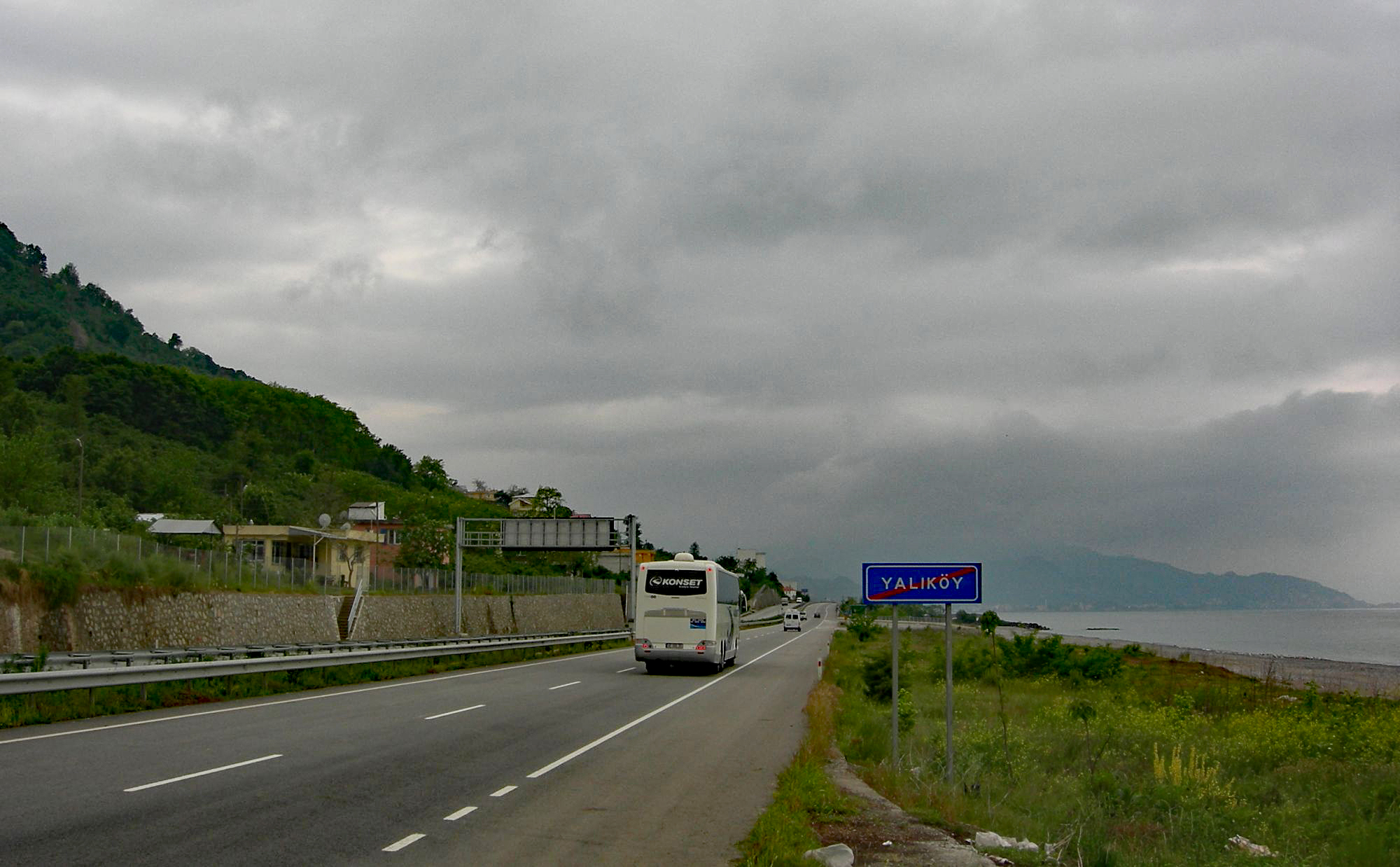
Au bord de la mer Noire à Yalıköy (Turquie)